# Conus vegaluzi
Espèce
Conus vegaluzi est une espèce de mollusques gastéropodes marins de la famille des Conidae.
Comme toutes les espèces du genre Conus, ces escargots sont prédateurs et venimeux. Ils sont capables de « piquer » les humains et doivent donc être manipulés avec précaution, voire pas du tout.

## Taxonomie

### Publication originale
L'espèce Conus vegaluzi a été décrite pour la première fois en 2020 par les malacologistes Éric Monnier (d), Fabrice Prugnaud et Loíc Limpalaër dans « Xenophora Taxonomy. »,.

### Synonymes
- Phasmoconus (Phasmoconus) vegaluzi Monnier, Prugnaud & Limpalaër, 2020 · non accepté
- Phasmoconus vegaluzi Monnier, Prugnaud & Limpalaër, 2020 · non accepté (combinaison originale)